# Hotfiel Sport
Hotfiel Sport – niemiecki zespół wyścigowy założony przez Hansa Hotfiela z bazą w Kirchlengern. W historii startów zespół pojawiał się w stawce European Touring Car Championship, World Touring Car Championship, Deutsche Tourenwagen Challenge oraz ADAC Procar Series. W World Touring Car Championship zespół wystawiał samochody Forda pod nazwą Ford Hotfiel Sport.